# Robert Hutchison
Robert Hutchison (1938 — 2007) foi um astrônomo britânico.